# Eskapism
Eskapism, även verklighetsflykt, handlar om att fly undan verkligheten. En person som framställer sin personlighet eller handlingar på ett sätt som personen har fantiserat om och som inte är reella, är en eskapist. 
Varför man flyr kan ha flera orsaker men det kan för många vara ett sätt att koppla bort stress i vardagen men också åt andra hållet, fylla livet med någonting. 

## Störning
I jämförelse med en persons "identitet" eller självbild – som uttrycker hur personen tror sig vara, eller det tillstånd man önskar – är eskapism mer lögnaktig, fantasifull och kan ibland tolkas som ett sjukdomstillstånd. Se även mytomani.
Det man flyr till kan vara olika saker. En fysisk verklighetsflykt kan vara att åka på en resa. Alkohol och diverse drogers effekter kan också göra att man upplever att man slipper verkligheten för en stund.

Att fly till digitala världar i form av datorspel har ökat i omfattning och i synnerhet till onlinespel vilket ännu mer ökar på känslan av att man kommer till en helt annan miljö än sin vardag. 
| ”                                          | Jag började uppleva den virtuella världen som mer intressant, medan mitt vanliga liv blev transportsträckor fram till timmarna framför tv:n eller datorn. | „ |
| – Ur artikel om spelmissbruk i Aftonbladet | |   |

## Inom kulturen
I en bredare betydelse syftar eskapism på litteratur där innehållet ligger långt från verkligheten. Jämför diskbänksrealism, som i sammanhanget är något av en motsats.